# Жакомихов, Тузер Асхадович
Тузер Асхадович Жакомихов (кабард.-черк. Жьакӏэмыхъу Ӏэсхьэд и къуэ Тузер; 1903 — 1977, СССР) — советский партийный и государственный деятель. Председатель Совета Народных Комиссаров Кабардино-Балкарской АССР в 1939 г.

## Биография
- 11.1938 — 1939 — председатель СНК Кабардино-Балкарской АССР
- 1941 — 1942 — Народный комиссар просвещения Кабардино-Балкарской АССР
- 1952 — 1957 — директор Кабардино-Балкарского педагогического института, преподаватель
- 1969 — доктор экономических наук, профессор

## Награды
Заслуженный деятель науки Кабардино-Балкарской АССР